# Лоар 43
Лоар 43 (фр. Loire 43) је француски ловачки авион који је производила фирма Лоар (фр. Loire). Први лет авиона је извршен 1932. године. 

Највећа брзина авиона при хоризонталном лету је износила 360 km/h.
Распон крила авиона је био 12,00 метара, а дужина трупа 7,93 метара. Празан авион је имао масу од 1245 килограма. Нормална полетна маса износила је око 1725 килограма. Био је наоружан са два митраљеза калибра 7,7 мм.

## Наоружање
| Наоружање авиона: Лоар 43      |     |
| Ватрено (стрељачко) наоружање  |     |
| Топ                            |     |
| Митраљез                       |     |
| Број и ознака митраљеза        | 2   |
| Калибар                        | 7,7 |
| Бомбардерско наоружање (бомбе) |     |
| Ракетно наоружање (ракете)     |     |